# Galinha-da-montanha
A galinha-da-montanha (Leptodactylus fallax) é uma das maiores espécies de sapos do mundo.
A espécie ocorre apenas na Martinica e está criticamente ameaçada de extinção devido à quitridiomicose, catástrofes como furacões e também pelo aquecimento global.